# 韦利米尔·瓦伦塔
韦利米尔·瓦伦塔（1929年4月21日—2004年11月27日），克罗地亚男子赛艇运动员。他曾代表南斯拉夫参加1952年夏季奥林匹克运动会赛艇比赛，获得男子四人单桨无舵手金牌。